# Бранимир Ћосић
Бранимир Ћосић (Штитар, 13. септембар 1903 — Београд, 29. јануар 1934) био је српски књижевник и новинар.

## Биографија
Рођен је 1903. године у Мачви, у Штитару, у учитељској породици. Породица је затим живела у хомољском месту Лазници, где је отац Драгомир службовао - био учитељ и управитељ лазничких школа. Бранимир је прерано остао без оца (1905), па је читаво детињство и младост провео уз мајку Даринку. Мајка је пратила сваки његов интелектуални и мисаони корак. То је имало трагова у Ћосићевом идејном одређивању према прогресивним књижевним и политичким струјањима његовог времена. Веома рано оболео је од туберкулозе, што га је још више везивало за мајчине моралне назоре. Након пресељења у Београд, ту је завршио 1918. године основну школу и гимназију (1922), а потом је једно време студирао права. Међутим, врло брзо је променио одлуку и определио се за књижевност. Болест га је отргла од студија и везала за болесничку постељу. Извесно време је провео у једном санаторијуму у Швајцарској, али материјалне неприлике су му онемогућиле трајније лечење. Вратио се у Србију и почео да ради као коректор културне рубрике београдске „Правде“; сарађивао у готово свим београдским листовима. На том послу га је и смрт затекла, 29. јануара 1934. године, у тридесет првој години живота. Иза њега су остали мајка и вереница - његова породица.

## Књижевни рад
Ћосић је за живота објавио три књиге приповедака и три романа, као и збирку интервјуа са истакнутим писцима свога времена. Он припада групи писаца који су стварали у међуратном периоду. Међуратна књижевност је стварана са наглашеном, тенденциозном осећајношћу према животу обесправљених људи. Ћосић припада оној групи писаца која је дозревала у данима окупације у Првом светском рату, а која је своје идеале није видела у друштвено-политичком животу версајске Југославије. Ћосић је своје књижевне узоре првенствено налазио у страној књижевности: ту су сва Стендалова дела, дела Пруста, њихове монографије, као и монографије о Достојевском, Жиду и Флоберу.
У књижевности се огласио 1922. године причом „Убица сенке госпођице Марије“. Прве збирке приповедака „Приче о Бошковићу“ (прва књига, изашла 1924) и „Египћанка и друге романтичне приче“, обележене су почетничким слабостима и књишком исконструисаношћу. Међутим, трећа збирка приповедака „Као протекле воде“ (1933), показује сазревање Ћосићевог талента. Ћосићево књижевно дело показује колико је он напора улагао да, као писац, схвати пут свог идејног одређивања у односу на живот и његова кретања.
Издао је и три романа у којима је сликао престонички живот свога времена. То су „Врзино коло“ (1925), „Два царства“ (1928) и „Покошено поље“ (1933).
Такође је објавио и збирку интервјуа са истакнутим писцима свога времена „Десет писаца-десет разговора“. Након његове смрти, издати су и његови критичко-публицистички радови у књизи „Кроз књиге и књижевност“.
Морална посрнулост београдске „златне младежи“ после Првог светског рата, насликана је у „Врзином колу“. Романом „Два царства“, Ћосић истиче конвенционалну хришћанску тезу о борби добра и зла, коју ће спровести до краја са моралистичким завршетком: несмотрени младић се заљубљује у удату жену, али под утицајем манастира и калуђера, он се одриче грешне љубави и враћа се у Београд.
Под непосредним утицајем политичких догађаја у земљи, а нарочито после 1929. године, догодиле су се значајне измене у Ћосићевим схватањима и у књижевном стварању. Новинарски позив који га је све чешће суочавао са наличјем живота и људи, подстицао га је на критичко сагледавање политичких и друштвених проблема. Све више је бивао незадовољан оним што је до тада створио, па је 1930. године спалио рукопис романа „Безимени“, драме Вир, комедије Медвед и дневника вођеног од 1921. до 1924. године. Са измењеним животним уверењем, приступио је стварању свог најбољег дела, романа „Покошено поље“. Овим делом, српска међуратна књижевност је добила истински добар роман о животу Београда.

## Дела
Приповетке
- Приче о Бошковићу (1924)
- Египћанка и друге романтичне приче (1927)
- Као протекле воде (1933)

Романи
- Врзино коло (1925)
- Два царства (1928)
- Покошено поље (1933)

Збирка интервјуа
- Десет писаца-десет разговора

Критичко-публицистички радови
- Кроз књиге и књижевност

Личну библиотеку Бранимира Ћосића, поклонила је његова мајка Даринка, након његове смрти, 1934. године. Библиотека Бранимира Ћосића налази се у Универзитетској библиотеци „Светозар Марковић“ у Београду. Ту су књиге из домаће и стране књижевности, око 1300 свезака. Већином су то књиге из књижевности, књижевне критике, историје, културне историје, економије, социологије, етнологије.
Легат Бранимира Ћосића налази се у Музеју града Београда, заоставштина је у музеј предата 1947. године и садржи 2.284 предмета а чине га документи, рукописи и фотографије, а најзначајнији део овог легата чини Ћосићева преписка.